# Assistant réalisateur
Le métier d'assistant réalisateur ou d'assistante réalisatrice (et en premier lieu celui du premier assistant réalisateur) est l'un des nombreux métiers du cinéma et de l'audiovisuel.

## Généralités
En fiction, l'équipe mise en scène de base est composée du premier assistant réalisateur, du deuxième assistant réalisateur et d'un ou plusieurs auxiliaires de réalisation cinéma ou assistants réalisateur adjoints. 
Le travail des assistants réalisateur s'effectue pendant les phases de préparation et de tournage du film et s'arrête à la fin du tournage.

## Fonctions

### Premier assistant réalisateur (1erAR)
Le premier assistant réalisateur est le collaborateur artistique et technique direct du réalisateur, lequel lui délègue un certain nombre de missions. Il coordonne avec les différents départements du film la préparation et la mise en œuvre du tournage de chaque séquence.
Ses principaux collaborateurs en dehors de l'équipe mise en scène sont : le réalisateur, le directeur de production, le régisseur général, les chefs de poste techniques : directeur de la photographie, chef décorateur, ingénieur du son, accessoiriste, chef costumière, ou encore chef maquilleur...
Le premier assistant réalisateur est engagé par le(s) producteur(s) lorsque débute la préparation du film. Il peut être amené à travailler sur un projet avant même que la préparation débute : cette pré-préparation servira à l'étude budgétaire menée par le département production. Pour le premier assistant réalisateur, la phase de préparation est un travail, si ce n'est égal, souvent plus important et long que le tournage en lui-même. 

#### En préparation
- Il commence la préparation du tournage par une lecture attentive du scénario qui permet d'établir le dépouillement. Cette étude précise de chaque séquence sert à lister tous les éléments nécessaires à la réalisation du film (personnages, décors, costumes, accessoires...).
- Il est responsable de la planification du tournage. Pour cela il établit le plan de travail en accord avec le producteur et/ou son représentant.
- Il coordonne et/ou organise les repérages (recherche des différents lieux de tournage possibles pour chaque décor) en lien avec le repéreur et/ou le régisseur général.
- Il peut se charger de la distribution artistique si la production n'a pas engagé de directeur de casting.
- Il coordonne et encadre les différents départements en préparation (lectures techniques, répétitions des comédiens, essayages des costumes, répétitions des cascades, essais filmés...).

#### En tournage
- Il est constamment aux côtés du réalisateur, et l'assiste en supervisant la bonne entente et la coordination du plateau.
- Il coordonne et encadre les différents départements (suivi du plan de travail, respect des horaires, direction de la figuration).
- Il fait respecter le silence sur le plateau lors de la prise d'images, annonce les répétitions, s'enquiert de la faisabilité des prises...
- En lien avec le directeur de production et le régisseur général, il s'assure des conditions de sécurité du tournage.
- Avec son équipe, il met en place et dirige la figuration.
- Il supervise chaque jour pour le lendemain la feuille de service, « feuille de route » de la journée de travail suivante, élaborée par le deuxième assistant réalisateur.

### Deuxième assistant réalisateur (2eAR)
Le deuxième assistant réalisateur est le collaborateur direct du premier assistant réalisateur et assiste celui-ci dans ses fonctions tout au long de la préparation et du tournage.
En préparation, il affine le dépouillement initié par le premier assistant réalisateur et s'assure de la bonne diffusion des informations aux différents corps de métiers. Ses principaux interlocuteurs sont l'équipe HMC (Habillage, Maquillage, Coiffure), l'accessoiriste...
En tournage, il élabore chaque jour la feuille de service du lendemain. Supervisée par le premier assistant réalisateur, elle sera complétée par le régisseur général, l'assistant(e) de production avant d'être validée par le directeur de production et envoyée à toute l'équipe. Sous la responsabilité du premier assistant réalisateur, il participe à la mise en place de la figuration. 

### Auxiliaire de réalisation cinéma / Assistant réalisateur adjoint
L'Auxiliaire de réalisation cinéma (au cinéma) ou Assistant réalisateur adjoint en fiction TV assiste les premier et deuxième assistants réalisateurs. 
En préparation, il aide le deuxième assistant réalisateur dans la bonne diffusion des informations aux différents corps de métiers.
En tournage, il s'occupe de la bonne organisation au niveau des loges : accueil puis passage des différents comédiens au HMC (Habillage, Maquillage, Coiffure). Il peut être amené à assister le premier assistant pour des tâches spécifiques (top comédiens par exemple) et/ou pour la mise en place de la figuration. 

## Formations
Le métier d'assistant réalisateur peut s'apprendre sur le terrain et/ou par le biais d'une formation spécifique en assistanat de réalisation.
Une formation d'assistant réalisateur est ainsi dispensée dans de nombreuses écoles comme 3IS, Cinécreatis, CLCF, EICAR, ESEC, ESRA...